# Прогрессивизм
Прогрессиви́зм или прогресси́зм (от лат. progressio) — социальная и политическая идеология, которая стремится поддержать и пропагандировать социальный прогресс в обществе путём реформ; нередко противопоставляется консерватизму, традиционализму и обскурантизму. Как философия, она основана на идее прогресса, которая утверждает, что достижения в области науки, техники, экономического развития и социальной организации имеют жизненно важное значение для улучшения условий жизни человека.
В современном политическом дискурсе прогрессивизм часто ассоциируется с социальным либерализмом — левой разновидностью либерализма.

## История

### Прогрессивизм в Европе

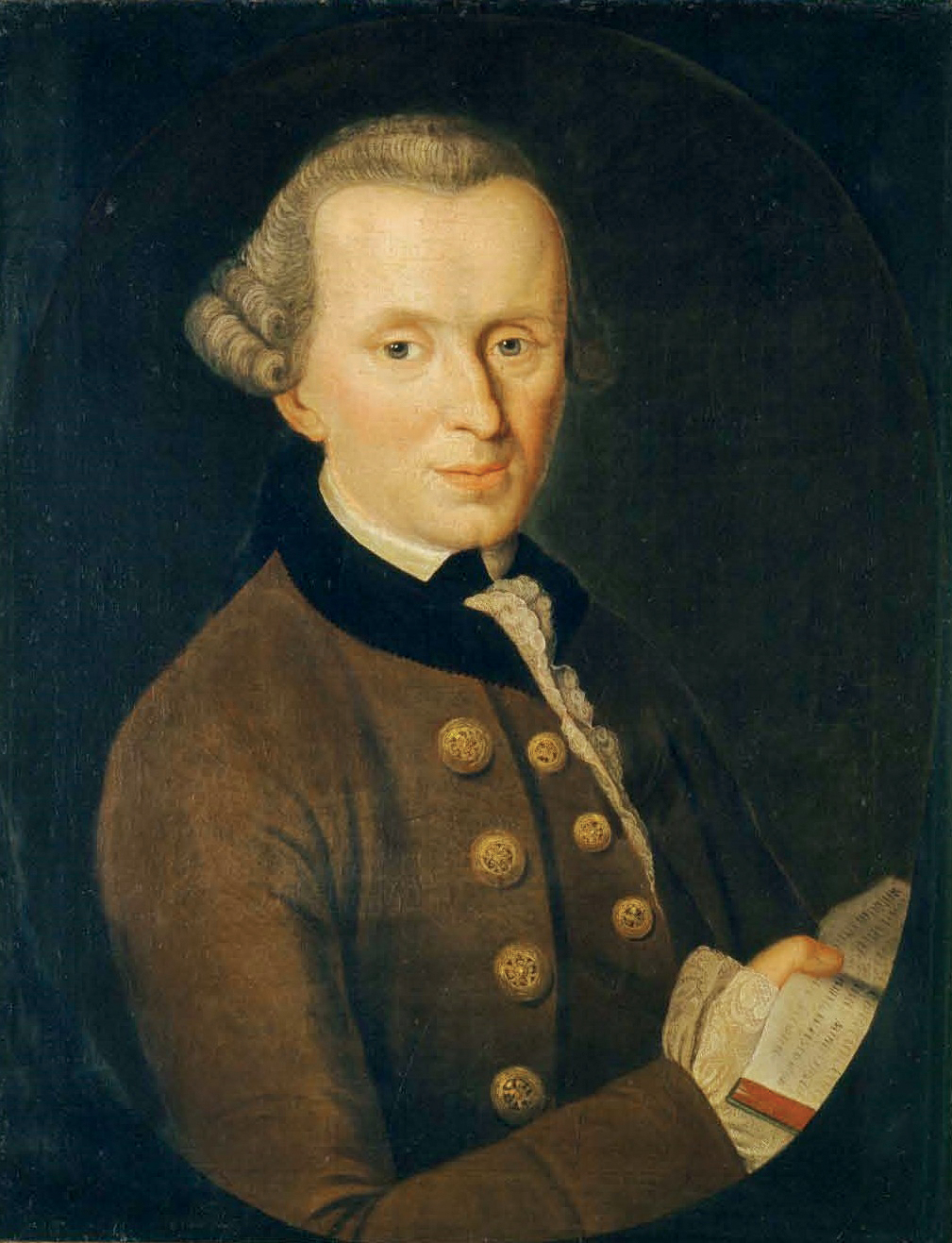
Иммануил Кант

Значения прогрессивизма менялись с течением времени и с разных точек зрения. Прогрессивизм приобрел большое значение в Эпоху Просвещения в Европе, исходя из убеждения, что Европа демонстрирует, что общества могут прогрессировать в цивилизованности от нецивилизованных условий к цивилизации путем укрепления основы эмпирического знания как основы общества.
Иммануил Кант определял прогресс как движение от варварства к цивилизации. Французский философ маркиз де Кондорсе предсказал, что политический прогресс будет включать в себя исчезновение рабства, рост грамотности, уменьшение неравенства полов, улучшение условий содержания в тюрьмах и сокращение бедности.

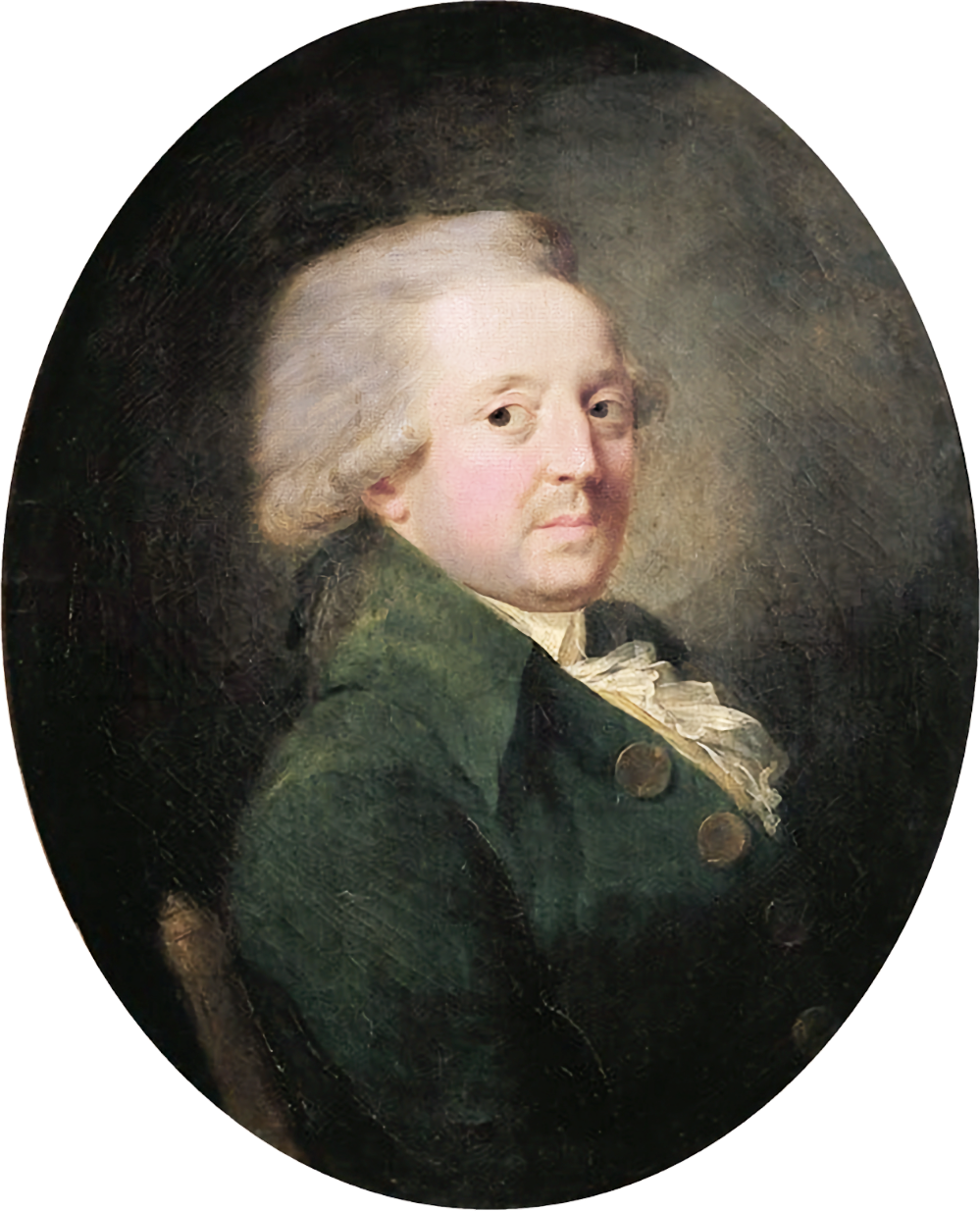
Маркиз де Кондорсе

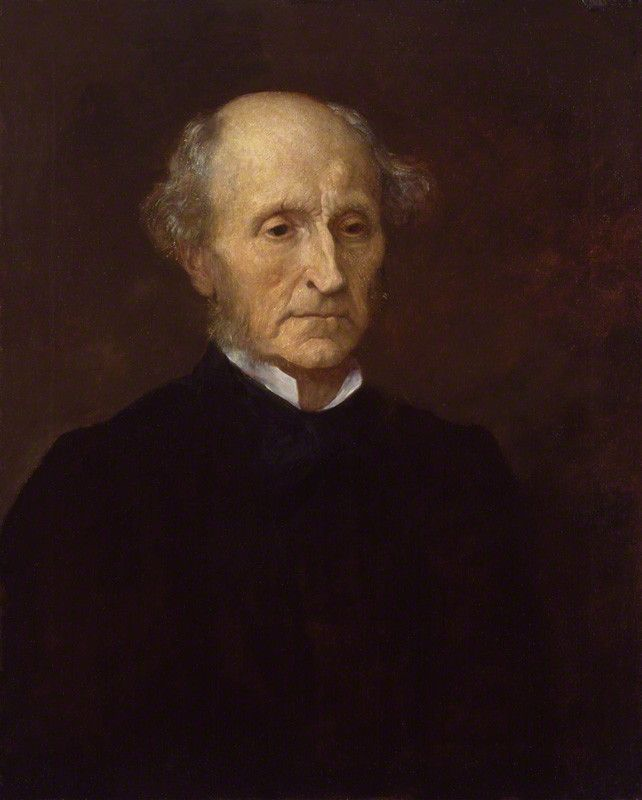
Джон Стюарт Милль

В конце 19 века в западном мире приобрела популярность политическая идея, согласно которой прогресс сдерживается острым экономическим неравенством между богатыми и бедными, минимально регулируемым из-за принципа невмешательства капитализма с неконтролируемыми монополистическими корпорациями, интенсивными и часто насильственными конфликтами между капиталистами и рабочими. Прогрессивизм повлиял на различные политические движения. Социальный либерализм находился под влиянием концепции британского либерального философа Джона Стюарта Милля о людях как «прогрессивных существах». Премьер-министр Великобритании Бенджамин Дизраэли развил прогрессивный консерватизм в его идее торизма (консерватизма) одной нации.
Во Франции пространство между социально-революционными и социально-консервативными правоцентристскими принципами было заполнено появлением радикализма (в значении прогрессивного либерализма), который считал, что социальный прогресс требует антиклерикализма, гуманизма и республиканизма. Особенно антиклерикализм проявлял доминирующее влияние на левоцентристов во многих франкоязычных и романоязычных странах до середины 20 века.
В имперской Германии канцлер Отто фон Бисмарк ввел различные прогрессивные меры социального обеспечения, исходя из патерналистских консервативных мотивов, чтобы дистанцировать рабочих от социалистического движения того времени, а также чтобы помочь в поддержании промышленной революции.

### Прогрессивизм в США в конце XIX и начале XX века
В конце XIX и начале XX века в США прогрессивизм приобрел черты общественного и политического движения связанного с политической активностью среднего класса и низов. Этот процесс также известен в истории США как Эра прогрессивизма.
Основными целями прогрессистов были борьба с коррупцией политической верхушки США. Часть прогрессистов выступала также за закрытие питейных заведений и принятие сухого закона. К прогрессистам примыкали сторонники предоставления избирательных прав женщинам, а также улучшения здравоохранения и модернизации в ряде других сфер общественной жизни.

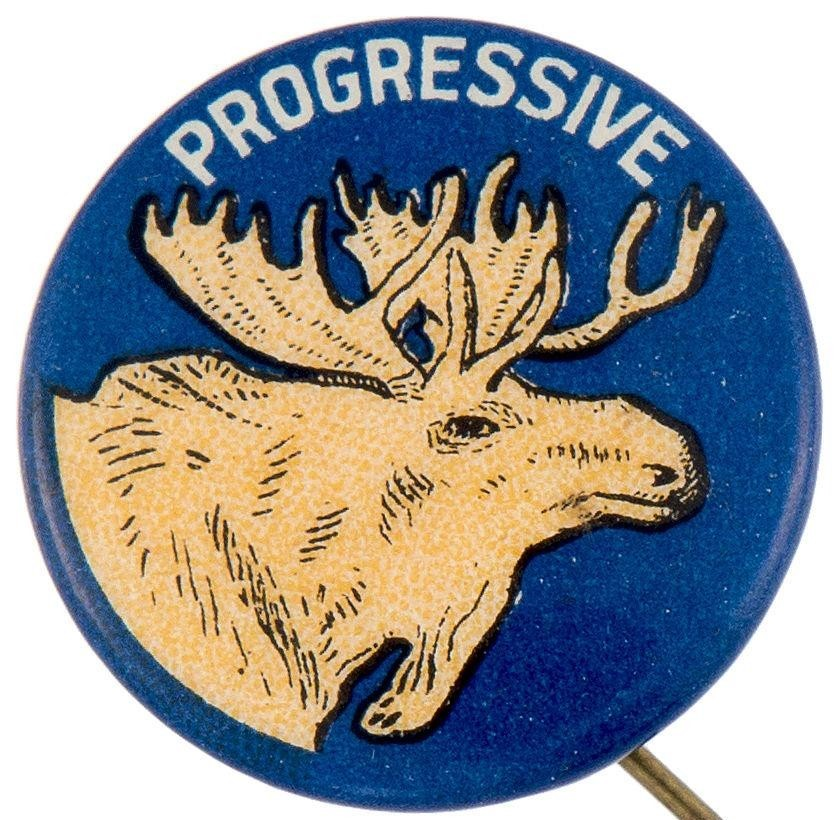
Американский лось — символ Прогрессивной партии США (1912)

В 1911-12 годах, к этому времени уже бывший президент США Теодор Рузвельт создал Прогрессивную партию США и участвовал в выборах президента США в 1912 году от этой партии. Хоть это и было самым успешным результатом третьей партии на президентских выборах в США, партия так и не смогла надолго закрепиться в американской политике как самостоятельная сила.
Тем не менее, неудача Прогрессивной партии не означает неудачу прогрессивизма в США, где сторонники прогрессивизма, как правило, занимают левоцентристское крыло в политическом спектре. К ним относят ряд выдающихся американских президентов: Теодора Рузвельта, Вудро Вильсона, Франклина Рузвельта, Линдона Джонсона. При этом, все вышеперечисленные президенты избирались либо от Демократической, либо от Республиканской партии США.

### В других странах
В некоторых странах название «прогрессивных» могут носить партии, не являющиеся левыми. Например, в Ирландии партия прогрессивных демократов — правоцентристская, а Прогрессивно-консервативная партия Канады — не столько прогрессивистская, сколько консервативная.
Прогрессивная партия Российской Империи существовала в 1912-17 годах и занимала центристскую позицию в либеральном лагере. Партия выступала за установление ответственности правительства перед Государственной думой, расширение круга избирателей (в перспективе — всеобщее и равное голосование), отмену режима усиленной и чрезвычайной охраны, администрацию надзора за органами земского и городского самоуправления.